# Staatsgewerbeschule
De Staatsgewerbeschule (Nederlands: Staatsvakscholen) is een van oorsprong Oostenrijks schoolconcept. In het concept wordt onder meer les gegeven in technische en commerciële vakken en bevat ook een vervolgopleiding.

## Geschiedenis
Het concept werd rond 1875 naar Frans voorbeeld ingevoerd in het kader van de reorganisatie van het technisch-industriële schoolsysteem. Het concept werd bedacht door schoolhervormer en politicus Armand von Dumreicher.
Na het uiteenvallen van Oostenrijk-Hongarije en de invoering van de Federale Grondwet van 1920 in Oostenrijk, werd de Staatsgewerbeschule omgedoopt tot Federale Handelsschool. Tijdens de leerplichthervorming van 1962 werden de organisatie en schoolnamen bij wet gewijzigd. Sindsdien worden ze berufsbildende Schulen genoemd.

## Voormalige staatsvakscholen
- 1871 Holzschnitzerei-Schule in Hallein, ook bekend als Bildhauerschule Hallein, thans HTL Hallein
- 1876 Gewerbeschule Salzburg, thans HTBLuVA Salzburg
- 1876 Staatsgewerbeschule Graz, thans HTBLVA Graz-Ortweinschule
- 1876 school in Liberec
- 1876 school in Pilsen
- 1876 school in Krakau
- 1884 Staatsgewerbeschule Innsbruck, thanks HTL Bau Informatik Design Innsbruck
- 1886 Staatsgewerbeschule Wien
- 1887 K.K. Staatsgewerbeschule Triest, in Triëst (voertaal: Italiaans)